# Сајрус (Минесота)
Сајрус (енгл. Cyrus) град је у америчкој савезној држави Минесота.

## Демографија
По попису из 2010. године број становника је 288, што је 15 (-5,0%) становника мање него 2000. године.
| Група             | 2000.       | 2010.       |
| Белци             | 296 (97,7%) | 276 (95,8%) |
| Афроамериканци    | 0 (0,0%)    | 2 (0,7%)    |
| Азијати           | 3 (1,0%)    | 0 (0,0%)    |
| Хиспаноамериканци | 0 (0,0%)    | 0 (0,0%)    |
| Укупно            | 303         | 288         |